# Lactarius claricolor
Lactarius claricolor é um fungo que pertence ao gênero de cogumelos Lactarius na ordem Russulales. Encontrado em Madagascar, foi descrito cientificamente pela primeira vez pelo botânico francês Roger Heim em 1938.